# Fusieraket
Een fusieraket is een theoretisch ontwerp voor een raket aangedreven door fusie-energie die een efficiënte en langdurige versnelling teweeg zou kunnen brengen in de ruimte zonder de behoefte aan een grote brandstofvoorraad. Het ontwerp is gebaseerd op de ontwikkeling van kernfusietechnologie die verder gaat dan de huidige stand van de techniek, en de bouw van raketten die veel groter en complexer zijn dan enig ruimtevaartuig ooit gebouwd. Een kleinere en lichtere fusiereactor behoort wellicht tot de mogelijkheden in de toekomst, als meer geavanceerde methoden zijn ontwikkeld om de superhete plasma's met magnetische opsluiting te beheersen en plasma-instabiliteit te voorkomen.
Het belangrijkste voordeel van kernfusie zou de zeer hoge specifieke stoot zijn. Het belangrijkste nadeel zou de (vermoedelijk) grote massa van de reactor zijn. Een fusieraket produceert echter mogelijk minder straling dan een raket gebaseerd op kernsplijting, waardoor de massa benodigd voor de afscherming afneemt. De zekerste wijze waarop met de huidige technologie een fusieraket zou kunnen worden gebouwd, is met een aandrijving door middel van waterstofbommen, zoals voorgesteld in Project Orion, maar dergelijke ruimtevaartuigen zouden zeer groot zijn.

## Opwekking van elektriciteit tegenover directe stuwkracht
Veel voortstuwingsmethoden bij ruimtevaartuigen, zoals de ionenmotor, vereisen elektrische kracht om te lopen, maar zijn zeer efficiënt. In sommige gevallen kan de optimale stuwkracht beperkt zijn door de hoeveelheid stroom die kan worden gegenereerd (bijvoorbeeld bij een mass driver). Een elektrische generator die op fusie-energie loopt, kan worden geïnstalleerd om een dergelijk vaartuig aan te drijven. Een nadeel is dat de conventionele productie van elektriciteit een koellichaam met een lage temperatuur vereist, wat moeilijk is in een ruimtevaartuig. Directe omzetting van de kinetische energie van de fusieproducten in elektriciteit is in principe mogelijk en zou dit probleem kunnen beperken.
Een aantrekkelijke optie is om de fusieproducten naar de achterkant van de raket te geleiden om zo stuwkracht te leveren zonder de tussenliggende productie van elektriciteit. Dit zou makkelijker zijn met bepaalde opsluitingssystemen (bijvoorbeeld magnetische spiegels) dan met andere (zoals tokamaks). De bij de fusie vrijgekomen energie kan worden gebruikt om de reactieproducten uit de achterkant van het ruimtevaartuig te stuwen.
De op dit moment verst gevorderde fusietechniek is de deuterium-tritium-reactie (D-T-reactie). Van de D-T-reactie zou echter slechts 20% van het opgewekte vermogen op deze manier gebruikt kunnen worden. De overige 80% komt vrij in de vorm van neutronen die moeilijk te gebruiken zijn voor stuwkracht, omdat ze zich niet door magnetische velden of vaste wanden laten geleiden.
Directe stuwkracht is dan ook is ook aantrekkelijker bij gebruik van geavanceerde vormen van kernfusie, waarbij veel minder (problematische) neutronen vrijkomen (zogeheten aneutronische fusie). Helium-3-voortstuwing is een voorgestelde methode voor de voortstuwing van ruimtevaartuigen die de fusie van helium-3 gebruikt als energiebron. Helium-3, een isotoop van helium met twee protonen en één neutron, kan in een reactor fuseren met deuterium. Hierbij komt dan naast helium geen neutron vrij, maar een proton, dat geladen is en daardoor makkelijker te manipuleren is. Helium-3 wordt daarnaast voorgesteld als energiebron voor ruimtevaartuigen vanwege de overvloed ervan op de maan. Wetenschappers schatten dat er op het moment één miljoen ton aan helium-3 op de maan aanwezig is, voornamelijk als gevolg van de zonnewind die met de oppervlakte van de maan in botsing komt en het zo, samen met andere elementen, in de bodem afzet. Helium-3 wordt ook geproduceerd door bètaverval van tritium, dat op zijn beurt kan worden geproduceerd uit deuterium, lithium of boor.
Zelfs als een zichzelf in stand houdende fusiereactie niet kan worden geproduceerd, kan het mogelijk zijn fusie te gebruiken om de efficiëntie van andere aandrijvingssystemen zoals een VASIMR-raket te vergroten.

## Opsluitingsconcept
Om de fusiereactie in stand te houden moet het plasma vastgehouden worden. De meest bestudeerde configuratie voor aardse fusie is de tokamak, een vorm van magnetische opsluitingsfusie. Tokamaks hebben een zeer grote massa, dus lijkt de stuwkracht-gewichtsverhouding onaanvaardbaar. NASA's Glenn Research Center heeft voor het conceptueel ontwerp van de "Discovery II" voertuigen een kleine aspect ratio sferische torus reactor voorgesteld. "Discovery II" zou een bemand laadvermogen van 172.000 kilogram binnen 118 dagen naar Jupiter kunnen brengen (of binnen 212 dagen naar Saturnus) met behulp van 861 ton waterstof, plus 11 ton helium-3-deuterium (D-He3) fusiebrandstof. De waterstof wordt verwarmd door het fusieplasma-afval om de stuwkracht te verhogen, tegen de prijs van een daling van de effective uitstootsnelheid (348-463 km/s) en derhalve een hogere drijfgasmassa.
Het belangrijkste alternatief voor magnetische opsluiting is traagheidsopsluiting, zoals voorgesteld in Project Daedalus. Een kleine korrel ('pellet') fusiebrandstof (met een diameter van enkele millimeters) wordt ontstoken door een elektronenbundel of een laser. Om een rechtstreekse stuwkracht te produceren zou de duwplaat gevormd worden door een magnetisch veld. In principe zouden de helium-3-deuteriumreactie of een aneutronische fusiereactie gebruikt kunnen worden om de energie in de geladen deeltjes te maximaliseren en straling te minimaliseren, maar het is zeer de vraag of het technisch mogelijk is deze reacties te gebruiken. Zowel de gedetailleerde ontwerponderzoeken in de jaren 80, de Orion-aandrijving en Project Daedalus gebruikten traagheidsopsluiting. In de jaren 80 bestudeerden het Lawrence Livermore National Laboratory en NASA een door traagheidsopsluiting aangedreven "Vehicle for Interplanetary Transport Applications" (VISTA). Het kegelvormige VISTA-ruimtevaartuig zou een laadvermogen van 100 ton kunnen verzorgen in een baan om Mars en terugkeren naar de Aarde binnen 130 dagen, of een baan om Jupiter en terugkeren binnen 403 dagen. Hiervoor zou 41 ton aan deuterium/tritium (D-T) fusiebrandstof benodigd zijn, plus 4.124 ton aan waterstof uitstootgas. De uitstootsnelheid zou 157 km/s zijn.
Magnetische doelfusie (magnetic target fusion, MTF) is een relatief nieuwe aanpak die de beste eigenschappen van de meer uitgebreid bestudeerde magnetische opsluiting en traagheidsopsluiting combineert. Net als de magnetische benadering wordt de fusiebrandstof bij lage dichtheid opgesloten door magnetische velden en verhit tot een plasma, maar net als de traagheidsopsluiting wordt de fusie geïnitieerd door het snel samenknijpen van het doel, om zo de dichtheid van de brandstof en daarmee de temperatuur aanzienlijk te verhogen. MTF maakt gebruik van "plasma guns" (d.w.z., elektromagnetische versnellingstechnieken) in plaats van krachtige lasers, wat leidt tot goedkopere en lichtere compacte reactoren. De NASA/MSFC Human Outer Planets Exploration (HOPE) heeft onderzoek gedaan naar een bemand door MTF aangedreven ruimtevaartuig in staat om een laadvermogen van 163.933 kilogram naar Jupiters maan Callisto te brengen door gebruik te maken van 106-165 ton brandstof (waterstof plus ofwel D-T of D-He3 fusiebrandstof) in 249-330 dagen. Dit ontwerp zou dus aanzienlijk kleiner en zuiniger zijn dankzij zijn hogere uitstootsnelheid (Isp = 700 km/s) dan de eerder genoemde "Discovery II" en "VISTA" ontwerpen.
Een ander populair opsluitingsontwerp voor fusieraketten is elektrostatische traagheidsopsluiting (inertial electrostatic confinement, IEC), zoals in de Farnsworth-Hirsch Fusor of de Polywell variant die wordt onderzocht door de Energy-Matter Conversion Corporation. De Universiteit van Illinois heeft een "Fusion Ship II" van 500 ton ontworpen, in staat tot het leveren van een bemand laadvermogen van 100.000 kilogram naar Jupiters maan Europa in 210 dagen. Fusion Ship II maakt gebruik van ionenmotors (met een uitstootsnelheid van 343 km/s) aangedreven door tien D-He3 IEC fusiereactors. Het ontwerp zou 300 ton aan argon drijfgas nodig hebben voor een reis van 1 jaar naar het Jupitersysteem. Dr. Robert Bussard publiceerde een reeks technische artikelen over de toepassing ervan in de ruimtevaart in de jaren 90. Zijn werk werd gepopulariseerd door een artikel in het sciencefiction-tijdschrift Analog Science Fiction and Fact, waar Tom Ligon (die zelf een aantal sciencefictionverhalen schreef) beschreef hoe de fusor zou zorgen voor een zeer effectieve fusieraket. Het was ook te zien in deze rol in de sciencefictionroman The Wreck of the River of Stars van Michael Flynn.
Een nog speculatiever ontwerp is door antimaterie gekatalyseerde nucleaire pulsaandrijving, die gebruikmaakt van kleine hoeveelheden antimaterie om een splijtings- en fusiereactie te katalyseren, waardoor veel kleinere fusie-explosies gemaakt kunnen worden.